# تشارلي إيدج
تشارلي إيدج (بالإنجليزية: Charley Edge) هو لاعب كرة قدم بريطاني، ولد في 14 مايو 1997 في آبريستويث في المملكة المتحدة. لعب مع نادي إيفرتون.

## وصلات خارجية
- تشارلي إيدج على موقع الاتحاد الأوربي (الإنجليزية)
- تشارلي إيدج على موقع قاعدة بيانات كرة القدم.إي يو (الإنجليزية)
- تشارلي إيدج على موقع Soccerbase.com (لاعب) (الإنجليزية)
- تشارلي إيدج على موقع Soccerway.com (الإنجليزية)